# Danny Riesterer
Danny Riesterer (Middelkerke, 5 mei 1939 – Mechelen, 22 juli 2021) was een Vlaamse acteur. Hij was vooral bekend als Hubert in de Vlaamse dramaserie 16+ en als de voorzitter in de Vlaamse advocatenserie Recht op Recht.

## Televisie
- 2 Straten verder (2000)
- Recht op Recht - Voorzitter (2000-2002)
- Sedes & Belli - Conciërge (2003)
- Witse - Rechter (2004), Conciërge (2006)
- Thuis - Wetsdokter (2006)
- 16+ - Hubert Van Passel (2006-2008)
- Zone Stad - Conciërge (2004), Gerechtsdeurwaarder (2007)
- W817 - Professor / Baas
- F.C. De Kampioenen - Bioscoopklant (1999)
- Familie - Klant
- Katarakt - Secretaris Lions Club (2008)
- De Smaak van De Keyser - Burgemeester (2009)

## Film en theater
Danny Riesterer had meer dan 50 jaar gewerkt in het amateurtheater, semiprofessioneel en professioneel theater: studententoneel, Mechelse Amateurkringen, Mechels Miniatuurtheater (1959-1964).

### Theater
- Sprekende rol in Pinocchio (Figurentheater De Maan-Mechelen)
- Sprekende rol in Dikke Taarten, kindertheater bij De Vikingen met Daphne Laquière, Dirk Verbeeck en Bo Spaenc. Meer dan 180 voorstellingen in de culturele centra (seizoenen 2002-2003)
- Sprekende rol in De Circusprinses bij Het VMT (2004)
- Vaste rol als Merlijn in Foetsjie, kinderrevue met Arthur, Peter Queeckers en livemuzikanten (vanaf 2006)
- Hoffman, rol van bijzitter in de coproductie met 't Arsenaal en SKaGeN (Antwerpen)

### Film
- De Laatste Vriend (Paul Amand)
- Afspraak in de Hilton (Paul Amand)
- Testosteron en "Ruïne" (Senne de Handschutter)
- La Vie en Jaune (Hilse De Groote, 2008)
- The Hessen Affair (Paul Breuls, 2008)
- Het Rijk der Lichten (Walking The Dog, 2008)
- Los (Jan Verheyen, 2008)
- De SM Rechter (Eric Lamens, 2009)
- Samaritan (Douglas Boswell, 2008)

## Persoonlijk leven
Danny Riesterer was getrouwd met componist Stefaan Fernande en woonde in Mechelen. Hij overleed op 22 juli 2021 op 82-jarige leeftijd.